# Вылча (жудец)
Жуде́ц Вы́лча (рум. Judeţul Vâlcea) — румынский жудец в регионе Валахия.

## География
Территория жудеца занимает площадь в 5765 км².
На юге жудеца расположены горные массивы Южных Карпат — горы Фэгэраш на востоке, достигающие высоты 2200 м, и горы Лотру высотой до 2000 м на западе жудеца. В восточной части жудеца, с севера на юг, протекает река Олт.
Граничит с жудецами Арджеш — на востоке, Горж и Хунедоара — на западе, Сибиу и Алба — на севере и Долж и Олт — на юге.

## Население
В 2007 году население жудеца составляло 411 576 человек (в том числе мужское население — 201 865 и женское — 209 711 человек), плотность населения — 71,39 чел./км².
По данным Национального института статистики, в 2016 году население жудеца составляло 403 171 человек.
| Год  | Население |
| ---- | --------- |
| 1930 | 295 560   |
| 1948 | 341 590   |
| 1956 | 362 356   |
| 1966 | 368 779   |
| 1977 | 414 241   |
| 1992 | 438 388   |
| 2002 | 413 247   |
| 2004 | 416 908   |
| 2007 | 411 576   |
| 2011 | 355 320   |
| 2016 | 403 171   |

## Административное деление
В жудеце находятся 2 муниципия, 9 городов и 75 коммун.

### Муниципии
- Рымнику-Вылча (Râmnicu Vâlcea)
- Дрэгэшани (Drăgăşani)

### Города
- Бэбени (Băbeni)
- Бэлчешти (Bălceşti)
- Бербешти (Berbeşti)
- Бэиле-Говора (Băile Govora)
- Бэиле-Олэнешти (Băile Olăneşti)
- Брезой (Brezoi)
- Кэлимэнешти (Călimăneşti)
- Хорезу (Horezu)
- Окнеле-Мари (Ocnele Mari)